# 미국의 종말
미국의 종말: 젊은 애국주의자에게 보내는 경고 편지(ISBN 978-1-933392-79-0)는 나오미 울프가 발표한 책으로 '10개의 단계에 있는 미국의 집단주의자들'이라는 제목으로 2007년 4월 가디언에 소개되었다.
그녀는 이 책에서 미국이 지난 6년간 20세기의 끔찍했던 독재자들의 발자취를 따라가고 있다고 주장한다. 그리고 비극이 닥쳐오기 전에 미국의 헌법 정신을 되찾아야 한다고 말한다.
이책은 열린 사회가 닫힌 제국으로 이행하는 단계들을 설명하고 있다.

## 10 단계
1. 적대감을 가지고 내외부에 있는 적을 지목한다.
2. 고문이 행해지는 비밀 감옥나 강제 수용소를 만든다.
3. 시민들과 관계없는 계급제도나 사적인 군사 조직을 조직한다.
4. 내부 감시 제도를 만든다.
5. 이익집단을 핍박한다.
6. 임의 구금을 실시한다.
7. 중요한 개인을 주목한다.
8. 언론을 통제한다.
9. 모든 정치적 반대자들을 반역자로 몰아 붙인다.
10. 법치주의를 폐지한다.

## 같이 보기
- 언론의 자유
- 법치주의